# Melgven
Melgven (tiếng Breton: Mêlwenn) là một xã của tỉnh Finistère, thuộc vùng Bretagne, miền tây bắc Pháp.

## Dân số
Người dân ở Melgven được gọi là Melgvinois.